# Arsène Fabri
Pour les articles homonymes, voir Fabri.
Arsène Henri Joseph Fabri (baptisé à Thuin le 5 janvier 1777 et mort à Seny le 23 juillet 1851) est un homme politique belge.

## Biographie
Sous le Premier Empire, Arsène Fabri est maire de Seny (1807-1808), et membre du conseil d'arrondissement de Huy (1810).
Lors du royaume uni des Pays-Bas, il est nommé membre des États provinciaux de la province de Liège (1816). En 1818, il devient membre de la Seconde Chambre des États généraux des Pays-Bas, où il siège jusqu'à l'indépendance de la Belgique en 1830. D'abord favorable à l'existence du royaume uni des Pays-Bas, il se rapproche peu à peu de la Gauche et finit par rejoindre les rangs de l'opposition.
Il est par ailleurs président de la Commission royale d'agriculture de la province de Liège (1819-1849) et membre correspondant de la Société linnéenne de Paris (1821-1851). Il effectue notamment des observations sur la reproduction de la pomme de terre.
Mort à Seny le 23 juillet 1851, Arsène Fabri est inhumé au cimetière paroissial, sa pierre tombale est ultérieurement transférée dans le parc du château de Seny.

## Famille
Arène Fabri avait épousé Marie-Agnès de Longrée (1781-1855), fille du chevalier Charles de Longrée. Le chemin de croix du cloître de la collégiale Saint-Jean l'Évangéliste de Liège est aux armes d'Arsène Fabri et de son épouse.

## Sources
- Luc de Walque, La famille Fabri : C'est en forgeant... Fabricando Fabri Fimus, Grune, 2005, 152 p.
- A. Graffart, « Inventaire des archives de la famille Fabri », sur Les archives de l'État en Belgique (consulté le 9 octobre 2012)